# 伊斯坎达尔机场
伊斯坎达尔机场（印尼语：Bandar Udara Iskandar）是印度尼西亚中加里曼丹省庞卡兰布翁的一座机场，是一座军民共用机场，属C类军用机场，航星航空在此设有加油站。印尼亚洲航空8501号班机空难发生后，伊斯坎达尔机场被作为搜救飞机的主要基地。

## 设施
伊斯坎达尔机场海拔75英尺（23），拥有一条方向13/31沥青铺装的跑道，跑道长宽为1,650乘30（5,413乘98英尺）。现在共有200公顷的土地作为跑道和相关建筑使用。
为了供波音737型客机起降，2014年机场跑道被延长到2,120（6,955英尺）。

## 航空公司和目的地
| 航空公司                      | 目的地                                  |
| ----------------------------- | --------------------------------------- |
| 加鲁达印尼航空 由探索航空运营 | 吉打邦、三宝垄                          |
| 楠航空                        | 雅加达-苏哈、泗水、三宝垄               |
| 苏西航空                      | 帕朗卡拉亚                              |
| 特里嘎纳航空                  | 马辰、雅加达-苏哈、吉打邦、三宝垄、泗水 |
| 飞翼航空                      | 吉打邦、帕朗卡拉亚、桑皮特、三宝垄      |

## 资料来源
1. 1 2  . Directorate General of Civil Aviation.   [31 Dec 2014]. （原始内容存档于2020-09-03）.
2. 1 2  世界航空数据库中的WAOI机场数据，数据截止日期：2006年10月。來源：数字航空飞行信息文件（英语：DAFIF）.
3. ↑  在大圆制图人（Great Circle Mapper）上的WAOI机场信息 （来源：数字航空飞行信息文件（英语：DAFIF））.
4. ↑  Nani. . January 10, 2015  [2017-11-10]. （原始内容存档于2018-06-29）.